# Parafia Najświętszego Serca Pana Jezusa w Dzwono-Sierbowicach
Parafia Najświętszego Serca Pana Jezusa – rzymskokatolicka parafia znajdująca się w Dzwono-Sierbowicach, należąca do dekanatu pilickiego, diecezji sosnowieckiej i metropolii częstochowskiej. Erygowana przez bp. kieleckiego Stanisława Szymeckiego w 1990 roku. Prowadzą ją ojcowie franciszkanie.
Kościół parafialny w Dzwono-Sierbowicach został wybudowany w stylu podhalańskim w 1948 roku. Autorem projektu był inż. arch. Mieczysław Śliwiński.

## Zasięg parafii
Do parafii należą wierni z miejscowości: Dzwonowice, Sierbowice, Dzwono-Sierbowice, Szypowice i Szyce.